# Larmes de vin
 (décembre 2024).
Si vous disposez d'ouvrages ou d'articles de référence ou si vous connaissez des sites web de qualité traitant du thème abordé ici, merci de compléter l'article en donnant les références utiles à sa vérifiabilité et en les liant à la section « Notes et références ».

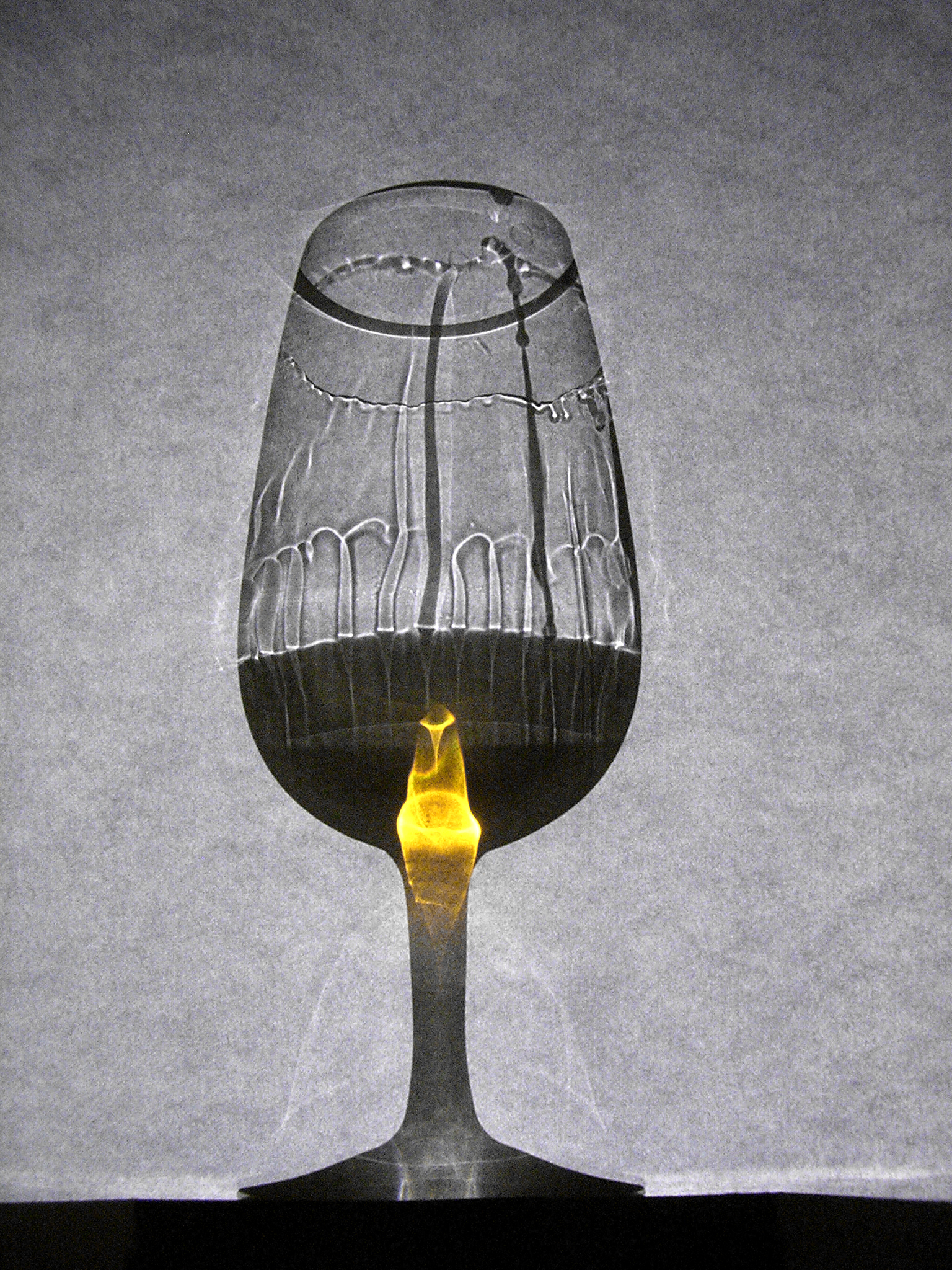
Les larmes du vin

Les larmes de vin, ou jambes, s'observent parfois lors de la dégustation d'un vin. 
Après avoir fait tournoyer le verre pour y faire remonter le vin, une certaine partie du liquide adhère à ses parois, ce qui provoque la formation de gouttelettes redescendant lentement le long des parois.
Il s'agit en partie, d'une différence d'évaporation entre l'eau et l'alcool contenus dans le vin.
Mais de façon plus importante, le phénomène est causé par une différenciation des interfaces liquide-gaz entre les parties plus riches en alcool et celles plus riches en eau. En effet, la tension superficielle de l'eau avec l'air est supérieure à celle de l'alcool avec l'air, car la pression de vapeur saturante de l'alcool (plus volatil que l'eau) est supérieure à celle de l'eau.
Les gradients de pression gazeuse des vapeurs saturantes ont un effet négligeable en comparaison des gradients de tension superficielle : les deux liquides se séparent sur la fine pellicule mouillant le verre, et se repoussent sous l'effet de la tension superficielle de l'eau-air nettement plus élevée que celle de l'alcool-air.
Un autre effet (indépendant de l'effet de la tension superficielle des interfaces liquide-gaz) accentue le phénomène : l'effet mouillant de l'eau au contact du solide (capillarité) est très différent de celui de l'alcool, et l'eau peut même remonter plus haut que l'alcool et former un anneau avec des ménisques de rayon supérieur : les gouttes d'eau suspendues en équilibre sont plus volumineuses que les gouttes d'alcool qui s'agglomèrent (par coalescence) en une pellicule plus fine.
Ainsi suspendue, l'eau forme en haut un anneau liquide plus dense et plus épais que l'alcool qui mouille encore le verre en dessous, les gouttes d'eau ne retombent lentement que lorsque l'alcool situé en dessous s'évapore et n'offre plus de résistance suffisante contre la gravité : les gouttes d'eau forment alors des larmes, ou jambes, autour de régions où l'alcool mouille encore le verre en une pellicule plus fine. Cependant les jambes ne s'écoulent pas et ne purgent pas l'anneau situé au-dessus car l'effet capillaire (mouillage du verre par l'eau) est suffisant pour contrecarrer la gravité.[pas clair]
Plus le vin est « lourd » ou visqueux, du fait d'un taux d'alcool élevé ou d'une forte concentration en sucre naturel, plus nombreuses sont les « larmes » et plus longtemps elles mettent à se former.[réf. nécessaire]
Largement fonction de la propreté du verre, les larmes ne fournissent pas d'indications très sûres quant à la densité ou à la viscosité d'un vin. En effet,
- des traces grasses sur le verre modifient sensiblement les interfaces liquide-liquide aussi bien avec l'alcool qu'avec l'eau mais de façon très différente (des traces huileuses sont fortement hydrophobes et favorisent la formation de l'anneau d'eau, mais elles interagissent fortement avec l'alcool, dans ce cas les larmes font davantage intervenir les différences de tension superficielle entre l'eau et la pellicule liquide grasse où se dissout facilement l'alcool au lieu de s'évaporer dans l'air et l'effet des larmes est beaucoup plus persistant) ;
- la présence de poussières sur le verre (notamment celle de fibres microscopiques laissées par l'essuyage du verre avec un tissu), ou les irrégularités de surface du verre (comme des microrayures invisibles à l'œil nu mais responsables de la brillance du verre et favorisant également l'accrochage des fibres) ont tendance à favoriser également l'évaporation et la formation de bulles gazeuses d'alcool au contact du solide (effet très visible dans la formation des fines bulles de champagne dans une flutte bien essuyée, mais qui se retrouve aussi dans la façon dont se forme les jambes de vin au dessus de la surface du vin)[pas clair].